# Seikoku no Dragonar
Seikoku no Dragonar (星刻の竜騎士, Seikoku no Doragunā) est une série de light novels écrite par Shiki Mizuchi et illustrée par Kohada Shimesaba. Elle est éditée par Media Factory depuis juin 2010.
Une adaptation en manga dessinée par Ran est publiée dans le magazine Monthly Comic Alive depuis avril 2011, et huit tomes sont sortis en novembre 2014.
Une adaptation en anime de douze épisodes produite par C-Station a également vu le jour. Elle est diffusée entre avril et juin 2014.

## Synopsis
L'histoire se déroule au sein de l'académie Ansarivan Dragon Riding, un lieu d'apprentissage pour les garçons & filles qui ont passé un contrat avec des Dragons afin de devenir des Chevaliers.
Nous suivons les tribulations de Ash Blake, un aspirant qui réveille en lui un Dragon un peu spécial.

En effet, son Dragon a l'apparence d'une jeune fille !

## Personnages

### Personnages principaux
Ash Blake (アッシュ・ブレイク, Asshu Bureiku)
Voix japonaise : Kōji Takahashi
Eco (エーコ, Ēko)
Voix japonaise : Mariya Ise
Silvia Lautreamont (シルヴィア・ロートレアモン, Shiruvia Rōtoreamon)
Voix japonaise : Ayane Sakura

### Personnages secondaires
Rebecca Randall (レベッカ・ランドール, Rebekka Randōru)
Voix japonaise : Marina Inoue
Raymond Kirkland (レイモン・カークランド, Reimon Kākurando)
Voix japonaise : Tomoaki Maeno
Jessica Valentine (ジェシカ・ヴァレンタイン, Jeshika Varentain)
Voix japonaise : Kana Hanazawa
Lukka Saarinen (ルッカ・サーリネン, Rukka Sārinen)
Voix japonaise : Asuka Ōgame
Maximillian Russell (マクシミリアン・ラッセル, Makushimirian Rasseru)
Voix japonaise : Genki Muro
Oscar Brailsford (オスカー・ブレイスフォード, Osukā Bureisufōdo)
Linda Blake (リンダ・ブレイク, Rinda Bureiku)
Angela Cornwell (アンジェラ・コーンウェル, Anjera Kōnweru)
Voix japonaise : Marina Inoue
Cosette Shelley (コゼット・シェリー, Kosetto Sherī)
Voix japonaise : Yoshiko Ikuta
Primrose Shelley (プリムローズ・シェリー, Purimurōzu Sherī)
Voix japonaise : Ai Kakuma
Avdocha Kiltzkaya (アヴドーチャ・キルツカヤ, Avudōcha Kirutsukaya)
Voix japonaise : Yū Kobayashi
Glenn McGuire (グレン・マクガイア, Guren Makugaia)
Voix japonaise : Kazuma Horie
Orletta Blanc (オルエッタ・ブラン, Oruetta Buran)
Voix japonaise : Yuka Aisaka

### Famille royale de Lautreamont
Oswald Lautreamont (オズワルド・ロートレアモン, Ozuwarudo Rōtoreamon)
Voix japonaise : Takaya Hashi
Veronica Lautreamont (ヴェロニカ・ロートレアモン, Veronika Rōtoreamon)
Voix japonaise : Takehito Koyasu
Julius Lautreamont (ジュリアス・ロートレアモン, Juriasu Rōtoreamon)
Voix japonaise : Takaya Hashi
Cassandra Lautreamont (カサンドラ・ロートレアモン, Kasandora Rōtoreamon)
Mirabel Lautreamont (ミラベル・ロートレアモン, Miraberu Rōtoreamon)

### Empire de Zepharos
Klaus Viderhausen (クラウス・ヴィターハウゼン, Kurausu Vitāhauzen)
Voix japonaise : Eiji Miyashita
Milgaus (ミルガウス, Mirugausu)
Voix japonaise : Takehito Koyasu
Anya (アーニャ, Ānya) / Shamara Kiltzkaya (シャマラ・キルツカヤ, Shamara Kirutsukaya)
Voix japonaise : Asami Shimoda

### Dragons
Navi (ナヴィー, Navī)
Voix japonaise : Yui Sakakibara
Mordred (モルドレッド, Morudoreddo)
Voix japonaise : Takaya Kuroda
Nuada (ヌァザ, Nwaza)
Mother Dragon (マザー・ドラゴン, Mazā Doragon)
Voix japonaise : Fumi Hirano

## Light novel
La série de light novels Seikoku no Dragonar est écrite par Shiki Mizuchi et illustrée par Kohada Shimesaba. Dix-huit tomes sont sortis en mars 2015.
| no | Japonais          | Japonais          |
| no | Date de sortie    | ISBN              |
| -- | ----------------- | ----------------- |
| 1  | 25 juin 2010      | 978-4-04-066608-2 |
| 2  | 24 septembre 2010 | 978-4-04-066609-9 |
| 3  | 25 janvier 2011   | 978-4-04-066610-5 |
| 4  | 25 avril 2011     | 978-4-04-066611-2 |
| 5  | 25 juillet 2011   | 978-4-04-066612-9 |
| 6  | 25 octobre 2011   | 978-4-04-066613-6 |
| 7  | 25 janvier 2012   | 978-4-04-066614-3 |
| 8  | 25 avril 2012     | 978-4-04-066615-0 |
| 9  | 25 juillet 2012   | 978-4-04-066616-7 |
| 10 | 25 octobre 2012   | 978-4-04-066617-4 |
| 11 | 25 janvier 2013   | 978-4-04-066618-1 |
| 12 | 25 avril 2013     | 978-4-04-066619-8 |
| 13 | 25 juillet 2013   | 978-4-04-066620-4 |
| 14 | 25 novembre 2013  | 978-4-04-066072-1 |
| 15 | 25 avril 2014     | 978-4-04-066377-7 |
| 16 | 25 juin 2014      | 978-4-04-066778-2 |
| 17 | 25 novembre 2014  | 978-4-04-067167-3 |
| 18 | 25 mars 2015      | 978-4-04-067469-8 |

## Manga
Une adaptation en manga est dessinée par Ran à partir du 27 avril 2011 dans le magazine Monthly Comic Alive. Le premier volume relié est publié le 22 octobre 2011, et huit tomes sont sortis en novembre 2014.
| no | Japonais         | Japonais          |
| no | Date de sortie   | ISBN              |
| -- | ---------------- | ----------------- |
| 1  | 22 octobre 2011  | 978-4-04-066527-6 |
| 2  | 23 avril 2012    | 978-4-04-066528-3 |
| 3  | 23 octobre 2012  | 978-4-04-066529-0 |
| 4  | 23 avril 2013    | 978-4-04-066530-6 |
| 5  | 23 juillet 2013  | 978-4-04-066531-3 |
| 6  | 22 novembre 2013 | 978-4-04-066117-9 |
| 7  | 22 mars 2014     | 978-4-04-066504-7 |
| 8  | 22 novembre 2014 | 978-4-04-066896-3 |

## Anime
L'adaptation en anime est annoncée en juillet 2013. Celle-ci est produite au sein du studio C-Station avec une réalisation de Shunsuke Tada et Tomoyuki Kurokawa, un scénario de Ryoji Maru et des compositions de Takasugu Wakabayashi. Elle est diffusée initialement sur AT-X du 5 avril au 21 juin 2014, et compte douze épisodes.

### Liste des épisodes
| No | Titre français                          | Titre japonais                             | Titre japonais                  | Date de 1re diffusion |
| No | Titre français                          | Kanji                                      | Rōmaji                          | Date de 1re diffusion |
| -- | --------------------------------------- | ------------------------------------------ | ------------------------------- | --------------------- |
| 1  | Un garçon et son dragon                 | 少年と竜                                   | Shōnen to Ryū                   | 5 avril 2014          |
| 2  | Les liens qui unissent : Le flux astral | 二人の絆・星精路（アストラル・フロウ）     | Futari no Kizuna Asutoraru Furō | 12 avril 2014         |
| 3  | Émeute dans les rues                    | 市街動乱                                   | Shigai Dōran                    | 19 avril 2014         |
| 4  | Ironblood Valkyrie                      | 鉄血戦乙女（アイアンブラッドヴァルキリー） | Airan Buraddo Varukirī          | 26 avril 2014         |
| 5  | La Princesse de Glace bleue             | 蒼氷姫君（アイスブループリンセス）         | Aisu Burū Purinsesu             | 3 mai 2014            |
| 6  | Blue Brionac                            | 青の聖騎銃（ブリューナク）                 | Ao no Buryūnaku                 | 10 mai 2014           |
| 7  | Lucca Sarlinen                          | ルッカ・サーリネン                         | Rukka Sārinen                   | 17 mai 2014           |
| 8  | Rugissement au clair de Lune            | 月下の咆哮                                 | Gekka no Hōkō                   | 24 mai 2014           |
| 9  | Danse de dragon                         | 騎竜演舞                                   | Kiryū Enbu                      | 31 mai 2014           |
| 10 | Assemblée à Fontaine                    | 集結の都、フォンティーン                   | Shūketsu no Miyako Fontīn       | 7 juin 2014           |
| 11 | Yggdrasil Rising                        | ユグドラシル起動                           | Yugudorashiru Kidō              | 14 juin 2014          |
| 12 | Académie Dragonar                       | 星刻の竜騎士（ドラグナー）                 | Seikoku no Doragunā             | 21 juin 2014          |